# Venilia
Venilia est une nymphe ou déesse de la mythologie romaine personnifiant le flux et reflux des vagues. Elle était également associée aux vents bénéfiques.

## Famille
Dans Les Métamorphoses, Ovide fait de Venilia l'épouse de Janus, dieu romain aux deux visages, protecteur des portes, des couloirs et des commencements (d'où « janvier », premier mois de l'année). D'autres auteurs désignent cependant plutôt Juturne, fille de Vénilia, ou, plus souvent, la nymphe Carna comme parèdre de Janus.
Vénilia est aussi parfois donnée comme la femme du dieu Faunus ou du mortel Daunus, roi des Rutules, qui fait d'elle la mère de Turnus, la déesse aussi présentée comme la sœur de la nymphe Amate,. Virgile, dans l'Énéide, en fait à la fois la mère de Juturne et du roi rutule Turnus qu'elle aurait tous deux eus du roi Daunus.

## Symbolique
Pour Dumézil, « les deux entités  féminines associées à Neptune, Salacia et Vénilia, expriment deux aspects, domaines ou modes d'action du dieu. Salacia peut représenter le cours de l'eau bondissant et éventuellement rebelle et dangereuse, et Vénilia, le cours de l'eau calme et docile ».
Le philologue allemand Walter F. Otto l'identifie comme la divinité tutélaire ayant donné  son nom à la gentilé des Venilii,.

## Venilia à l'époque moderne

### Astronomie
Une des montagnes de Vénus a été baptisée du nom de la nymphe : Venilia Mons.

### Biologie
Plusieurs espèces ont été nommées d'après elle :
- Pantoporia venilia (en), un papillon de la famille des Nymphalidae ;
- Terebra venilia (en), une espèce d'escargot de mer.